# USS Devilfish (SS-292)
Za druga plovila z istim imenom glejte USS Devilfish.
USS Devilfish (SS-292) je bila jurišna podmornica razreda balao v sestavi Vojne mornarice Združenih držav Amerike.